# Божанске енергије
Божанске енергије (грч. ἐνέργεια — дејство, делање) су, према православној теологији, активности Бога у свету. Оне су „нестворене“ и по својој природи не могу бити створене нити уништене. Божја суштина се разликује од Божјих енергија, па иако човек никада не може спознати Божју суштину, он ипак може директно искусити његове енергије.
Доживљавање ове енергије се најчешће описује као светлост, попут оне коју је Исус искусио на планини Тавор (види: таворска светлост) приликом догађаја познатог као преображење Господње. Према православном предању, ова светлост се може искусити током молитве (исихазам) од стране посебно посвећених особа, као што су свеци. Божанске енергије имају и своју есхатолошку димензију, јер се сматрају светлошћу „будућег вијека“.
Учење о божанским нествореним енергијама је једно од кључних појмова православља и плод је доцнијег развоја византијске теологије. Најбоље је разрађено код Григорија Паламе у расправама о благодати и обожењу, којима је бранио исихастичку праксу виђења „Божанске светлости“ (боговиђења) од оптужбе за месалијанску (односно богумилску) јерес коју је покренуо латински теолог Варлаам од Калабрије.

## Развој појма
Термин енергија и раније је употребљаван у христолошким расправама, а Шести Васељенски Сабор (Цариград, 681) дао му је велику важност.
Према Григорију Ниском и осталим оцима, природна енергија је сила која пројављује сваку бит, и само је небиће лишено ове силе; јер, биће које учествује у бити, сигурно ће учествовати у сили која природно пројављује ту бит.
За Јована Дамаскина појам енергија има смисао остварења или оделотворења сваке природе. Примењујући га на христологију, он полази од става да свака природа има сопствену вољу, делање и дело - стога и у Христу треба да се признају две природе и два природна делања сходно двема природама, божанској и човечанској. Разуме се, ова два делања су сједињена и раде заједнички једно са другим због њихове јединствене ипостаси, у којој су делања човечанске природе сједињена са делањима божанске природе, па се тако јављају као богочовечанско делање.
Свети Максим Исповедник такође тврди да је божанство извор енергија. У општем смислу, енергија је моћ Бога који ствара кретање у тварима. Према Максиму, божанске енергије нису ништо друго до божанске логосности у њиховом конкретном делању, опажљиве на емпиријском нивоу. Помоћу енергија Бог покреће творевину и креће се у њима самима, остајући ипак непокретан и непромењив. Приликом обожења човека на место људског деловања долази Божанска енергија, која једина дејствује, а човек постаје „сличан органу (музичком инструменту)... којим (Бог) управља како благоизволи“.
Григорије Палама прави разлику између: 
- бића или суштине Божије, то јест божанске нестворене природе, непромењиве, необухвативе и неизрециве; и
- божанских нестворених енергија, односно делања или личних „излажења“ кроз која се он пројављује, допуштајући да се њиме причешћујемо или обожимо.

Палама тврди да су све Божанске енергије нестворене, али не и беспочетне. Постоје Божанске енергије које имају почетак и крај. Међутим, Божанску суштину не треба поистовећивати са енергијама, чак ни оним беспочетним; иако се Бог у целости пројављује у свакој енергији, његова суштина их ипак све бескрајно надилази.
Пошто је Бог свеприсутан у свакој од Божанских енергија, дајемо му име за сваку од њих, иако је јасно да их он све надилази. Будући да има мноштво Божанских енергија, како онда Бог потпуно обитава у свакој од њих без икаквог дељења; како бисмо му могли дати име и како би се он пројављивао, због нераздељиве и натприродне једноставности, да он не превазилази све ове енергије?— Григорије Палама, Тријаде у одбрану светих исихаста
Енергије извиру из заједничког божанства светог Тројства, те су због тога јединствене, недељиве, сталне и постојане. Оне су ипостазиране, то јест постоје скупа са ипостасима, а контемплирају се стварно, не симболички. Енергије не немају своју личну ипостас и не постоје независно. Енергија која обожује никако се не одваја од Духа који обожује. Енергије се манифестују кроз ипостас али оне саме нису ипостас.

## Православно и католичко виђење
Учење о божанским нествореним енергијама чини суштинску карактеристику православља. Ово учење почива на темељу вере у обожење човека и преображење твари. За разлику од римокатоличке теологије, која нагиње ка супстанцијализму, православна теологија схвата благодат као енергију и божанско делање кроз које човек постаје „причасник божанске природе“ (2. Пе-тр. 1,4). Паламизам није ништа друго до сведочанство радикалног сукоба двеју теологија: схоластичког супстанцијализма и патристичког персонализма, концепција које су се одразиле на многим подручјима догматике, посебно на сотириологији и светотајинској теологији.